# Oberwampach
Oberwampach (lb. Uewerwampech, Uewerwampich; wal. Li Grande Ombwè, La Grande Ombwè) – wieś (Uertschaft) w północnym Luksemburgu, w kantonie Clervaux, w gminie Wincrange. Do 3 października 2015 miejscowość leżała w dystrykcie Diekirch, a do 31 grudnia 1976 samodzielna gmina.